# Ки-ко
Кико (気功、きこう） — японский аналог китайского искусства цигун (気功). Буквально: работа — ко, с Ки — энергией. Кроме множественных заимствований из китайских методик, в Японии развились и собственные методики кико. Большинство методик кико восходят к эзотерическим разделам буддизма и синтоизма. Особый вклад в кико внесли религиозно-духовное учение оомото-кё и основанное на нём айкидо. Уэсиба Морихэй дал развернутые учения силы дыхания коккю, и силы звука — котодама. Сам термин айки имеет в основе работу с Ки — кико. Имеется и раздел кико — киай, управление Ки.
В последующем от айкидо отпочковалось направление Ки-айкидо, где на базе техники боевого искусства айкидо изучают и практикуют именно энергию Ки. Основал направление ученик М. Уэсибы Коити Тохэй.
Всемирноизвестная целительская методика рэйки также имеет в основе своем кико, которому и начал обучаться создатель рэйки Микао Усуи в юные годы в буддийском храме Тэндай на священной горе Курама, к северу от Киото.
Мастера кико приравниваются к экстрасенсам. В российской программе Битва экстрасенсов на ТНТ в 8 сезоне наравне с другими экстрасенсами принял участие и мастер кико, цигун и айкидо Валекс.